# Пелабраво
Пелабраво (ісп. Pelabravo) — муніципалітет в Іспанії, у складі автономної спільноти Кастилія-і-Леон, у провінції Саламанка. Населення — 931 особа (2010).
Муніципалітет розташований на відстані близько 170 км на захід від Мадрида, 8 км на південний схід від Саламанки.
На території муніципалітету розташовані такі населені пункти: (дані про населення за 2010 рік)
- Нааррос-дель-Ріо: 63 особи
- Нуево-Нааррос: 404 особи
- Пелабраво: 464 особи

## Демографія
Динаміка населення (INE ):

## Зовнішні посилання
- Провінційна рада Саламанки: індекс муніципалітетів [Архівовано 23 квітня 2009 у Wayback Machine.]
- Посилання на Google Maps